# Oswald de Andrade
José Oswald de Sousa de Andrade, apelidado de Oswald de Andrade, (São Paulo, 11 de janeiro de 1890 – São Paulo, 22 de outubro de 1954) foi um poeta, escritor, advogado; ensaísta e dramaturgo brasileiro. Era filho único de José Oswald Nogueira de Andrade e de Inês Henriqueta Inglês de Sousa de Andrade (irmã do escritor Inglês de Sousa). Formou-se em Direito no Largo São Francisco em 1919.
Foi um dos promotores da Semana de Arte Moderna que ocorreu em 1922 na cidade de São Paulo, tornando-se um dos grandes nomes do modernismo literário brasileiro. Ficou conhecido pelo seu temperamento "irreverente e combativo", sendo o mais inovador entre estes. Colaborou na revista Contemporânea (1915-1926). De 1926 a 1929, foi casado com Tarsila do Amaral; e, de 1930 a 1935, com Pagu.

## Biografia

### Primeiros anos
Em 11 de janeiro de 1890 nasceu, em São Paulo, José Oswald de Sousa de Andrade, sendo sobrinho do escritor (por parte materna) e membro da Academia Brasileira de Letras, Inglês de Sousa.
Iniciou seus estudos, em 1900, na Escola Modelo Caetano de Campos. Em 1901, ingressa no Ginásio Nossa Senhora do Carmo. De 1903 a 1908 estudou no Colégio São Bento, onde concluiu seus estudos com o diploma de bacharel em humanidades. Em 1909 iniciou carreira no jornalismo como redator e crítico teatral do Diário Popular, assinando a coluna Teatro e Salões. Iniciava assim a carreira jornalística que, salvo alguns momentos de exceção, fez parte de toda sua vida. No mesmo ano, ingressou na Faculdade de Direito, na qual logo se decepcionou com os estudantes veteranos e a violência do trote que realizavam.

### Década de 1910
Conheceu o Rio de Janeiro em 1910, onde ficou hospedado na residência de seu tio avô, o escritor Inglês de Sousa. Em uma das viagens à cidade, Oswald presenciou as movimentações nas ruas durante a Revolta da Chibata, evento que registrou posteriormente de diversas formas em Marco Zero II. No ano seguinte, passou a frequentar o círculo boêmio do poeta Emílio de Menezes, que contava com a presença de escritores importantes como João do Rio, Olegário Mariano e Olavo Bilac. Apesar de ter se entusiasmado pelo poeta líder do grupo, Oswald depois perdeu o interesse e até o criticou em Serafim Ponte Grande e entrou em atrito com Olegário Mariano. Com relação a João do Rio, Oswald continuou admirando seus contos por ter um estilo decadista que se distanciava de Olavo Bilac e Coelho Neto, o que o tornava um dos poucos escritores que propunha uma renovação literária nacional alinhada às tendências europeias da época.
Em 1911 deixou o Diário Popular e, com a ajuda financeira de seus pais, fundou O Pirralho, um periódico semanal satírico que tratava de assuntos como política, literatura e crônicas sociais e que circulou até 1917. Alguns dos textos tratam de mudanças que a cidade de São Paulo passavam, tais como a entrada de novos imigrantes e a mistura cultural e linguística proporcionada por eles. Uma das colunas criadas, As Cartas d'Abax'o Piques, que era escrita em linguagem paródica, passou a ser escrita em dialeto ítalo-paulista por Juó Bananère, renomeando-a para O Rigalegio, Organo Indipendento do Abax'o Pigues i do Bó Retiro. Outras figuras relevantes para o cenário intelectual da época também participaram da redação inicial do periódico, como Amadeu Amaral, Paulo Setúbal e Cornélio Pires.
Como sua família tinha condições financeiras estáveis, Oswald decide viajar para a Europa em 1912, onde visitou vários países: Itália, Alemanha, Bélgica, Inglaterra, França e Espanha. Em uma viagem a Paris, conheceu uma jovem estudante francesa, Henriette Denise Boufflers, a quem passa a chamar carinhosamente de Kamiá, que se tornou seu par durante a viagem.
Ao retornar para o Brasil em setembro do mesmo ano, acompanhado de Kamiá, Oswald descobre que sua mãe morreu em 13 de setembro, considerando essa data o momento que ocorreu seu "dissídio com Deus". Retoma as atividades em O Pirralho, atraído mais pela produção literária depois de ter tido contato com a poesia de Paul Fort e com o Manifesto Futurista de Filippo Tomaso Marinetti. A nova etapa d'O Pirralho passa a incluir nomes como Guilherme de Almeida, Pedro Rodrigues de Almeida, Antônio Define e Ignácio da Costa Ferreira, além de Emílio de Menezes que contribuía como sempre com versos mordazes.
Em 1914 nasceu o filho do casal, José Oswald Antônio Boufflers de Andrade, apelidado de Nonê. A partir de então, o casamento se desestabilizou com o ciúmes de Kamiá e a descoberta da traição de Oswald com a jovem bailarina Carmen Lydia, que acabou em 1915 após uma série de desentendimentos. Kamiá se separou de Oswald, mas continuaram morando junto com Nonê na mesma casa de José Oswald, localizada na Rua Augusta.

#### Agarçonnièree Miss Cyclone
Em 1917 Oswald interrompe a publicação de O Pirralho, enquanto contribuía para o Jornal do Commercio e para A Gazeta de Casper Líbero. No mesmo ano, alugou uma garçonnière, uma espécie de apartamento pequeno dedicado a encontros, na Rua Líbero Badaró, a qual era frequentada por diversos amigos, dentre os mais famosos sendo Guilherme de Almeida, Pedro Rodrigues de Almeida, Leo Vaz, Inácio da Costa Ferreira (cujo pseudônimo era Ferrignac), Monteiro Lobato, Menotti del Picchia, Edmundo Amaral, Sarti Prado e Vicente Rao. Também era frequentada por uma estudante normalista da Escola Caetano de Campos chamada Maria de Lourdes Castro Pontes, mais conhecida pelos apelidos de "Deisi", "Miss Cyclone" e "Tufão". Por ser prima da professora de piano de Kamiá, Deisi, que tinha entre 16 e 17 anos, foi apresentada a Oswald em uma das visitas à sua casa, com quem passou a viver um romance.
O grupo da garçonnière escrevia um diário coletivo chamado O perfeito cozinheiro das almas deste mundo, um caderno de duzentas páginas que continham desabafos, recados, xingamentos, declarações, brincadeiras e diálogos, além de desenhos e caricaturas de todos que visitavam a garçonnière. Oswald assinava suas anotações com o pseudônimo de "Garoa", "Irmão Garoa" e "Miramar", sendo este último o nome que o escritor deu posteriormente ao protagonista de Memórias Sentimentais de João Miramar. Escrito de 30 de maio de 1918 a 12 de outubro de 1919, o diário revela o fascínio que Deisi provocava nos colegas, principalmente em Pedro Rodrigues e Oswald, razão pela qual Oswald não hesitava em demonstrar ciúmes. Mas Deisi também era admirada pela sua escrita ágil, marcada por um tom irônico e por trocadilhos, em um estilo que transitava do decadentismo ao que hoje é conhecido como moderno.
O romance de Oswald com Deisi passou por algumas dificuldades até seu fim. Em 18 de agosto de 1918, Deisi escreveu uma carta a Oswald informando que fora obrigada a sair da casa da tia por não estar frequentando regularmente a escola, mudando-se para Cravinhos, onde ficou um tempo sem dar notícias ao grupo da garçonnière. Após um tempo combalida pela gripe espanhola, Deisi dá sinais de ânimo em outra carta enviada a Oswald datada de 30 de outubro. Com sua recuperação em fins de 1918, Oswald decide se casar com ela e a convida para morar em uma casa em São Paulo, o que é aceito pela estudante, que leva a avó junto. Mas as saídas de Deisi eram malvistas pelo meio provinciano com sua moral rígida, o que levou Oswald a desconfiar de possíveis casos de traição. Dessa forma, quando Deisi anunciou estar grávida, o casal decidiu abortar. Para isso, Oswald contratou a mesma parteira que ajudou Kamiá a parir Nonê para realizar o aborto. A saúde frágil de Deisi ficou ainda mais agravada por uma hemorragia em decorrência do aborto feito em condições precárias, chegando a ser internada na Casa de Saúde Matarazzo, onde teve complicações e foi acometida por uma tuberculose. Diante da possibilidade do falecimento de Deisi, Oswald decidiu se casar com ela in extremis em 11 de agosto de 1919, o que foi testemunhado por Guilherme de Almeida, Monteiro Lobato e Inácio da Costa Ferreira. Treze dias depois, Deisi morreu e foi enterrada no Cemitério da Consolação.
Poucos meses antes, em fevereiro de 1919, o pai de Oswald morreu em decorrência de uma crise causada pela arteriosclerose. Oswald mudou-se para um hotel próximo ao viaduto do Chá, enquanto Kamiá e Nonê foram para uma casa na rua Pedro Taques. A morte de seu pai também trouxe desavenças entre Oswald e Kamiá na ocasião da partilha de bens, uma vez que Kamiá conseguiu para Nonê a quarta parte do patrimônio de José Oswald com direito a usufruto dela. Posteriormente, Oswald registrou o desdém por Kamiá ao descrever seu perfil como interesseira em Memórias Sentimentais de João Miramar, além de utilizar da ironia para criticar a Igreja Católica após a morte do pai em Serafim Ponte Grande.

#### Pré-modernismo
A luta política por pautas sociais se avolumavam em 1917, ano da Revolução Russa e da Greve Geral no Brasil. No mesmo ano, o repórter Oswald de Andrade ficou encarregado de cobrir uma palestra de Elói Chaves no Conservatório Dramático e Musical de São Paulo sobre a propaganda dos Aliados para o fim da Primeira Guerra Mundial. Foi recebido por um dos professores da instituição, Mário Raul de Moraes Andrade, mais conhecido como Mário de Andrade. O discurso feito por Mário chamou a atenção de Oswald, que àquela época encontrava-se preocupado com a produção cultural e as ideias estéticas vigentes no país, influenciado pelo contato que tivera com as vanguardas artísticas europeias. Envolveu-se em uma luta física para conseguir as páginas datilografadas do discurso e publicou um trecho no Jornal do Commercio em 22 de novembro de 1917, e virou amigo de Mário.
A princípio, ambos publicavam artigos, debatiam as propostas do futurismo, expressionismo e cubismo à luz da realidade brasileira, buscavam abrir caminhos para compreensão da cultura brasileira e valorizavam marcas de oralidade em seus escritos, inserindo expressões cotidianas de linguagem e formas de falar que destoavam da norma culta. Mas também possuíam temperamentos distintos, sendo Oswald mais extravagante e extrovertido e Mário formal e introvertido, características que contribuíram para os desentendimentos que levaram ao fim a amizade dos dois modernistas em 1929.
Em dezembro de 1917, a pintora Anita Malfatti retornou ao Brasil, após estudos nos Estados Unidos, e colocou em exposição algumas de suas pinturas em estilo expressionista e cubista, como A estudante e O homem amarelo, em um salão da Rua Líbero Badaró. Uma semana depois, o escritor Monteiro Lobato escreve um artigo intitulado A Propósito da Exposição Malfatti, que depois ficou mais conhecido como Paranoia ou Mistificação?, no qual defende a arte acadêmica e usa a exposição de Anita como exemplo do que deve ser evitado. O prestígio que gozava o escritor foi o suficiente para levar os compradores dos quadros de Anita a devolverem as obras e exigirem o dinheiro de volta. Oswald sai em defesa das obras de Anita, escrevendo um artigo para o Jornal do Commercio em janeiro de 1918 elogiando a coragem da pintora por expor seus trabalhos em um ambiente fechado à inovação artística. Mário de Andrade também se impressiona com a qualidade artística da pintora e compra O homem amarelo.
Novas pessoas se juntaram ao incipiente grupo na época do ocorrido, como Cândido Mota Filho, Di Cavalcanti, Agenor Barbosa, Menotti del Picchia e Guilherme de Almeida. Em 1919, Oswald e Menotti conhecem o escultor Victor Brecheret no Palácio das Indústrias. Aos poucos, as ações do grupo começam a ser visto pelo meio intelectual como incômodas, e seus participantes passam a ser chamados de futuristas, termo que era empregado pejorativamente a quem procurava fazer arte diferente do modo tradicional.

### Década de 1920
Em 1923 viajou até a França, e entrou na justiça para conseguir a guarda do filho, já que Kamiá, a mãe do menino, ainda magoada, não queria mais que Oswald o visse. Oswald, então, conseguiu a custódia dele, devido ao seu alto poder aquisitivo e influência no cenário cultural brasileiro. Ele, então, matriculou seu filho no colégio interno Licée Jaccard, em Lausanne, na Suíça. Ele passou a visitar o menino uma vez por mês, e o levava para viajar com ele todo ano, nas férias, tendo levado seu filho para morarem juntos no Brasil após o menino ficar maior de idade. Neste mesmo ano de 1923 viajou com sua namorada Tarsila para divulgar os trabalhos artísticos dos dois em Portugal, Espanha e Senegal.
Em 1925 viajou a passeio com sua então noiva Tarsila, a filha dela, e seu filho, pela Grécia, Turquia, Israel e Egito. Foram morar juntos em 1926. Com a Crise de 1929 no mundo, Oswald rompeu sua parceria profissional com Mário de Andrade, devido a sua grande perda financeira. Isso agravou seu casamento, já em crise há um ano, devido às diferenças marcantes de temperamento ente o casal, e os ciúmes intensos de Tarsila e as constantes traições de Oswald. Em dezembro de 1929 separou-se de sua esposa e assumiu um relacionamento sério com sua amante, a escritora Pagu, com quem já se relacionava há um ano.

### Década de 1930
No dia 1º de abril de 1930 casa-se com Pagu, em uma cerimônia pouco convencional: O acontecimento foi simbólico, realizado no Cemitério da Consolação, em São Paulo. O fato apareceu em diversos noticiários. Casaram-se oficialmente no civil e na igreja apenas no mês seguinte, com Pagu já grávida de seis meses. Em 25 de setembro do mesmo ano nasceu o filho do casal, Rudá Poronominare Galvão de Andrade.
Seu casamento com Patrícia o faz se aproximar da política, e ele tornou-se militante do Partido Comunista Brasileiro, e o casal fundou juntos o jornal O Homem do Povo, que durou até 1945, quando Oswald rompeu com o partido comunista.
Em junho de 1934 desquitou-se de Pagu, devido as constantes traições de Oswald, que assumiu um relacionamento com sua nova amante, a pianista Pilar Ferrer, com quem já estava há dois anos. Após um mês, separou-se de Pilar, e iniciou um namoro com Julieta Bárbara Guerrini, uma jovem poetisa, de família tradicional paulistana, de origem italiana. Em dezembro o casal passou a viver juntos. O casal separou-se em 1940.
Após levar uma vida boêmia, mantendo relacionamentos casuais com mulheres anônimas e famosas, em 1943 iniciou um namoro com Maria Antonieta D'Alkmin, uma jovem paulistana, de família rica e tradicional, de origem alemã. Foram viver juntos em 1944 e tiveram dois filhos: Antonieta Marília D'Alkmin de Andrade, nascida em 1945, e Paulo Marcos D'Alkmin de Andrade, nascido em 1948. Este foi o último casamento de Oswald, que permaneceu casado até seu falecimento, em 1954.

### Morte

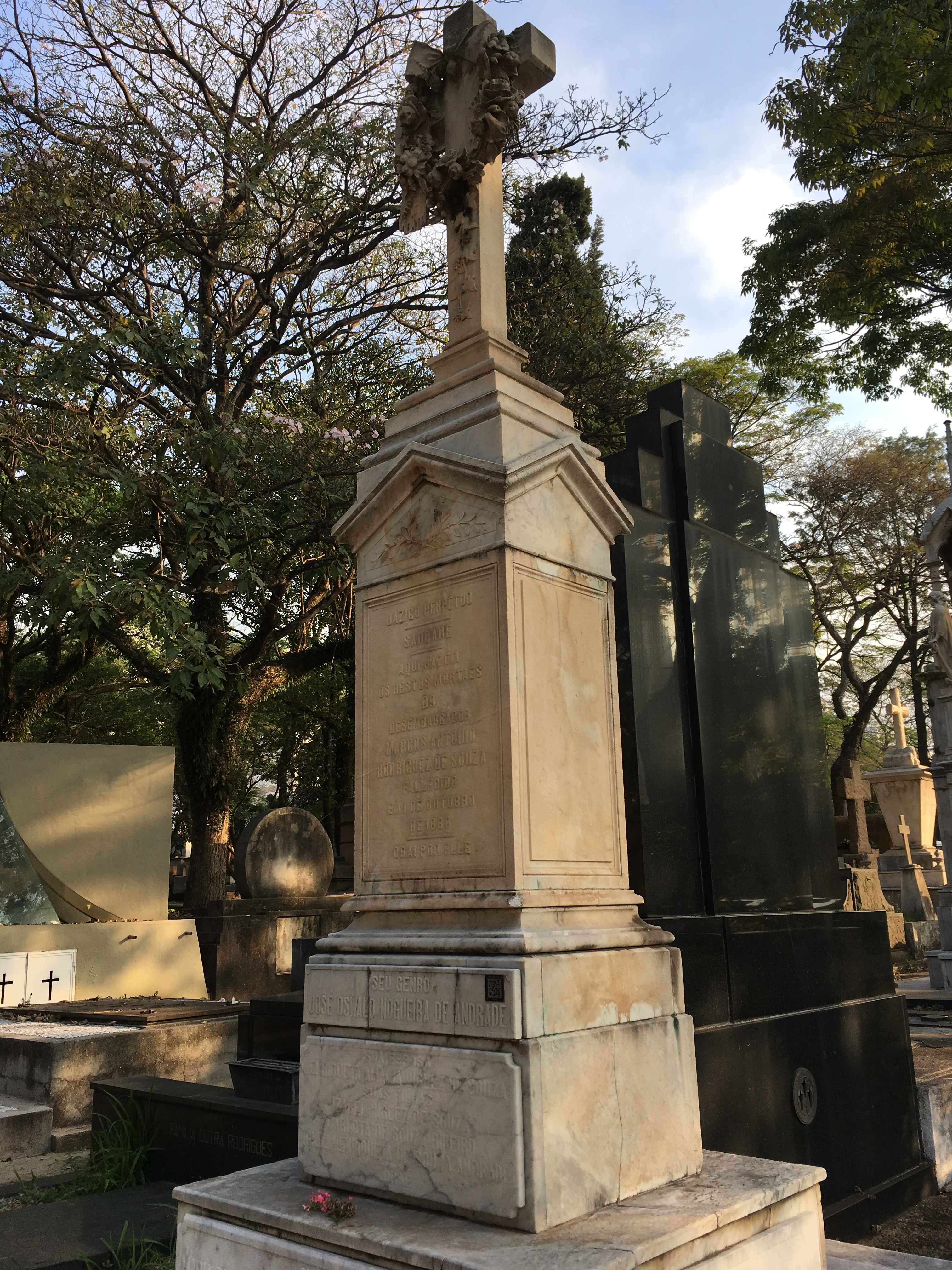
Túmulo onde foi sepultado Oswald de Andrade, no cemitério da Consolação.

Ele faleceu aos 64 anos, em seu quarto, vítima de um infarto. Ele foi sepultado no jazigo da família, no Cemitério da Consolação, junto aos seus pais e avós.

## Obra

### Modernismo brasileiro
Um dos mais importantes introdutores do Modernismo no Brasil, foi o autor dos dois mais importantes manifestos modernistas, o Manifesto da Poesia Pau-Brasil e o Manifesto Antropófago, bem como do primeiro livro de poemas do modernismo brasileiro afastado de toda a eloquência romântica, Pau-Brasil.
Muito próximo de Mário de Andrade no princípio de sua carreira literária, os dois autores atuaram como dínamos na introdução e experimentação do movimento, unidos por uma profunda e duradoura amizade.
Porém, possuindo profundas distinções estéticas em seu trabalho, Oswald de Andrade foi também mais provocador que o seu colega modernista, podendo hoje ser classificado como um polemista. Nesse aspecto não só os seus escritos como as suas aparições públicas serviram para moldar o ambiente modernista da década de 1920 e de 1930.
Foi um dos interventores na Semana de Arte Moderna de 1922. Esse evento teve uma função simbólica importante na identidade cultural brasileira. Por um lado celebrava-se um século da independência política do país colonizador Portugal, e por outro consequentemente, havia uma necessidade de se definir o que era a cultura brasileira, o que era se sentir brasileiro, quais os seus modos de expressão próprios. No fundo, procurava-se aquilo que o filósofo alemão Herder, no final do século XVIII, já havia definido como "alma nacional" (Volksgeist). Integrou o Grupo dos Cinco conhecido por seu papel central na busca da identidade brasileira, bem como por seu trabalho e envolvimento com a Semana de Arte Moderna
Esta necessidade de definição do espírito de um povo era contrabalançada, e nisso o modernismo brasileiro como um todo vai a par com as vanguardas europeias do princípio do século, por uma abertura cosmopolita ao mundo.
Na sua busca por um caráter nacional (ou falta dele, que Mário de Andrade mostra em Macunaíma), Oswald, porém, foi muito além do pensamento romântico, diferentemente de outros modernistas. Nos anos vinte, Oswald voltou-se contra as formas cultas e convencionais da arte. Fossem elas o romance de ideias, o teatro de tese, o naturalismo, o realismo, o racionalismo e o parnasianismo (por exemplo Olavo Bilac). Interessaram-lhe, sobretudo, as formas de expressão ditas ingênuas, primitivas, ou um certo abstracionismo geométrico latente nestas, a recuperação de elementos locais, aliados ao progresso da técnica.
Foi com surpresa e satisfação que Oswald de Andrade descobriu, na sua estada em Paris na época do Futurismo e do Cubismo, que os elementos de culturas até aí consideradas como menores, como a africana ou a polinésia, estavam a ser integrados na arte mais avançada. Assim, a arte da Europa industrial era renovada com uma revisitação a outras culturas e expressões de outros povos. Oswald percebeu que o Brasil e toda a sua multiplicidade cultural, desde as variadas culturas autóctones dos índios até a cultura negra representavam uma vantagem e que com elas se poderia construir uma identidade e renovar as letras e as artes. A partir daí, volta sua poesia para um certo primitivismo e tenta fundir, pôr ao mesmo nível, os elementos da cultura popular e erudita.

### Manifesto da Poesia Pau-Brasil

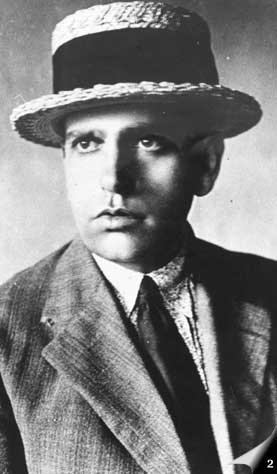
Andrade nos anos 1920

O Manifesto da Poesia Pau-Brasil é do mesmo ano que o Manifesto Surrealista de André Breton, o que reforça a tese de que o Brasil estava a acompanhar plenamente o movimento das vanguardas mundiais. Tinha deixado definitivamente de ser uma forma de expressão pós-portuguesa para se afirmar plena e autonomamente. Neste manifesto Oswald defende uma poesia que seja ingênua, mas ingênua no sentido de não contaminada por formas preestabelecidas de pensar e fazer arte. “Poetas. Sem reminiscências livrescas. Sem pesquisa etimológica. Sem ontologia.”
O manifesto desenvolve-se num tom de paródia e de festa, de prosa poética pautada com frases aforísticas. Nele se expressa que o Brasil passe a ser uma cultura de exportação, à semelhança do que foi o produto pau-brasil, que a sua poesia seja um produto cultural que já não deve nada à cultura europeia e que antes pelo contrário pode vir a influenciar esta. Oswald defende uma poética espontânea e original, as formas de arte estão dominadas pelo espírito da imitação, o naturalismo era uma cópia balofa. "Só não se inventou a máquina de fazer versos — já havia o poeta parnasiano". Afirma assim uma poesia que tem que ser revolucionária. "A poesia existe nos fatos". “O trabalho contra o detalhe naturalista — pela síntese, contra a morbidez romântica. — pelo equilíbrio geômetra, e pelo acabamento técnico, contra a cópia, pela invenção e pela surpresa”.
Talvez não seja muito errado afirmar que este manifesto poderia ser considerado como um futurismo tropicalista. “Temos a base dupla e presente — a floresta e a escola. A raça crédula e dualista e a geometria, a álgebra e a química logo depois da mamadeira e do chá de erva doce...”.
O manifesto propõe, sem perder o humor e a ingenuidade, a descolonização de seu país pelas vias de um levante popular, e acima de tudo negro, quando expõe uma sugestão de Blaise Cendrars: "– Tendes as locomotivas cheias, ides partir. Um negro gira a manivela do desvio rotativo em que estais. O menor descuido vos fará partir na direção oposta ao vosso destino".

### Manifesto Antropófago
O Manifesto Antropófago foi publicado no primeiro exemplar da Revista de Antropofagia. Os exemplares desta publicação eram numerados como primeira dentição, segunda dentição, etc.
Este manifesto constitui-se numa síntese de alguns pensamentos do autor sobre o Modernismo Brasileiro. Inspirou-se explicitamente em Marx, Freud, André Breton, Montaigne e Rousseau e atacava explicitamente a missionação, a herança portuguesa e o padre Antônio Vieira: "Antes de os portugueses descobrirem o Brasil, o Brasil tinha descoberto a felicidade; Contra Goethe [que simboliza a cultura clássica europeia]". Neste sentido, assina o manifesto como tendo sido escrito em Piratininga (nome indígena para a planície de onde viria a surgir a cidade de São Paulo), datando-o esclarecedoramente como "ano 374, da Deglutição do Bispo Sardinha", o que denota uma recusa radical, simbólica e humoristicamente, do calendário gregoriano vigente.
Por outro lado, a técnica de escrita explorada no Manifesto, bem como em todos os poemas mais significativos do autor antes e após este, aproximam-se mais das chamadas vanguardas positivas, mais construtivas que o Surrealismo de Breton e continuam propondo uma língua nacional diferente do português. O desejo de criar uma língua brasileira se manifestaria em sua obra, principalmente, por um vocabulário popular, explorando certos "desvios" do falante brasileiro (como sordado, mio, mió), intentando o "erro criativo". Este sonho somente se pareceria concretizar posteriormente, no entanto, na prosa de Guimarães Rosa e na poesia de Manoel de Barros.
Há várias ideias que estão implícitas neste manifesto, em que Oswald se expressa de maneira poética. Essas não são exploradas sistematicamente. Uma destas ideias é o manifesto antropofágico, antropofagia que é diferente de  canibalismo, pois nas sociedades tribais/tradicionais antropofágicas, o nativo comia da carne do nativo de outra tribo acreditando estar assimilando o que este tinha de bom. Geralmente o guerreiro se alimentava de outro guerreiro forte, nunca de um guerreiro fraco, pois senão as suas características ruins seriam assimiladas. O canibal por sua vez se alimenta do outro ser humano por nutrição. A literatura brasileira sempre teve essa crise de identidade, assim como muitas literaturas de países que já foram colonizados, pois não se sentem pertencentes aos nativos nem aos colonizadores. Oswald, então, resolve esta questão, com a explicação que devemos ser antropofágicos com a cultura europeia, pois devemos comê-la e digerir tudo aquilo que ela tem de bom, devolvendo isso na forma de uma produção superior, com muito senso de humor e crítica: "Perguntei a um homem o que era o Direito. Ele me respondeu que era a garantia do exercício da possibilidade. Esse homem chamava-se Galli Matias. Comi-o".
Outra ideia avançada é a de que a maior revolução de todas vai se realizar no Brasil: "Queremos a revolução Caraíba".
Outra ideia é a de que o Brasil, simbolizado pelo índio, absorve o estrangeiro, o elemento estranho a si, e torna-o carne da sua carne, canibaliza-o. Oswald, metaforicamente, recusa as "religiões do meridiano" que são aquelas de origem oriental e semita que deram origem ao cristianismo. Sendo a favor das religiões indígenas, com a sua relação direta com as forças cósmicas.
O manifesto insiste muito nas ideias de Totem e Tabu, expressas em um trabalho de Freud de 1912. Segundo Freud o Pai da tribo teria sido morto e comido pelos filhos e posteriormente divinizado. Tornado Totem e por isso mesmo sagrado, consequentemente criaram-se interdições à sua volta.
Citando o manifesto: "Antropofagia. A transformação permanente do Tabu em totem." A antropofagia segundo Oswald é uma inversão do mito do bom selvagem de Rousseau, que era puro, inocente, edênico. O índio passa a ser mau e esperto, porque canibaliza o estrangeiro, digere-o, torna-o parte da sua carne. Assim o Brasil seria um país canibal. O que é um ponto de vista interessante porque subverte a relação colonizador (ativo)/colonizado (passivo). O colonizado digere o colonizador. Ou seja, não é a cultura ocidental, portuguesa, europeia, branca, que ocupa o Brasil, mas é o índio que digere tudo o que lhe chega. E ao digerir e absorver as qualidades dos estrangeiros fica melhor, mais forte e torna-se brasileiro.
Assim o Manifesto Antropófago, embora seja nacionalista não é xenófobo, antes pelo contrário é xecanofágico: "Só me interessa o que não é meu. Lei do homem. Lei do antropófago." Por isso, o antropófago Oswald seria um vanguardista, e teria sido o primeiro brasileiro, cronologicamente, a influenciar o movimento literário brasileiro de maior repercussão internacional, o concretismo, bem como, talvez indiretamente, ao poeta brasileiro mais aclamado nos círculos literários da atualidade, Manoel de Barros, o qual se diz um poeta da "vanguarda primitiva".

## Lista de obras

### Manifestos
- Manifesto da Poesia Pau-Brasil (1924)
- Manifesto Antropófago (1928)

### Poesia
- Pau-Brasil (1925)
- Primeiro Caderno do Aluno de Poesia Oswald de Andrade (1927)
- Cântico dos Cânticos para Flauta e Violão (1942)[31]
- O Escaravelho de Ouro (1946)[31]
- O Cavalo Azul (1947)
- Manhã (1947)
- O Santeiro do Mangue (1950)[31]

### Romance
- Trilogia Os Condenados (1922-1934)
- Memórias Sentimentais de João Miramar (1924)
- Serafim Ponte Grande (1933)
- Índio Amba (1939)
- Marco Zero I - A Revolução Melancólica (1943)
- Marco Zero II - Chão (1945)

### Teatro
- Mon coeur balance - Leur âme - Histoire de la fille du roi (com Guilherme de Almeida) (1916)
- O Homem e o Cavalo (1934)
- A Morta pelo homem (1937)
- O Rei da Vela (1937); primeira encenação de seus textos em 1967, pelo Teatro Oficina de São Paulo.[32]

### Outros
- O Pirralho (1911-1918), periódico literário, político e de humor.[33]
- Um homem sem profissão. Memórias e confissões. I. Sob as ordens de mamãe (1954), com capa de Nonê e prefácio de Antonio Cândido.[34]
- Dicionário de bolso (1990), publicação póstuma organizada por Maria Eugênia Boaventura a partir de manuscritos do espólio do autor contendo verbetes jocosos.[35]

### Traduções de sua obra
- Anthropophagies, trad. em francês por Jacques Thiériot, Paris, Flammarion, "Barroco", 1982 [reúne as trad. de Memorias sentimentais de João Miramar, de Serafim Ponte Grande, dos dois manifestos e mais alguns textos "antropofagos"]
- Pau Brasil, ed. semi-facsimilar, trad. em espanhol por Andrés Sanchez Robayna, Madrid, Fundacion Juan March/ Editorial de arte e ciência, 2009 [1a. ed. completa no exterior]
- Bois Brésil: Poésie et Manifeste, ed. bilíngue, tradução em francês, prefacio e notas por Antoine Chareyre, Paris, Editions de la Différence, 2010, 398p. [1a. ed. critica; prefacio p. 11-59; notas ao prefacio francês, ao prefacio de Paulo Prado e aos textos do autor, p. 277-376; bibliografia bilingue, p. 377-396]